# Флаг Устюженского района
Флаг У́стюженского района — опознавательно-правовой знак, составленный и употребляемый в соответствии с вексиллологическими правилами, служащий символом муниципального образования, единства его территории, населения, прав и самоуправления. Флаг является, наряду с основным муниципальным символом — гербом — официальным символом Устюженского муниципального района Вологодской области Российской Федерации.
Ныне действующий флаг утверждён 12 августа 2004 года и внесён в Государственный геральдический регистр Российской Федерации под номером 1563.

## Описание
«Флаг Устюженского муниципального района представляет собой прямоугольное полотнище с отношением ширины к длине 2:3 красного цвета с изображением фигур герба Устюженского муниципального района».

## Обоснование символики
Флаг, разработанный на основе герба, языком символов и аллегорий отражает исторические, культурные и экономические особенности района.
За основу герба Устюженского муниципального района взят исторический герб города Устюжны, утверждённый 16 августа 1781 года, подлинное описание которого гласит:

В верхней части герб Новгородский. В нижней — в красном поле, накладенные кучею железные крицы, которыми сего города обыватели торгуют и достают оное железо из гнездовой руды, которою окрестности сего города изобильна

и проект герба города Устюжны, разработанный бароном Б. В. Кёне в 1864 году, представляющий собой «в червлёном поле левую чёрно-золотую беличью перевязь. В вольной части — герб Новгородской губернии».
Перевязь (почётная геральдическая фигура), покрытая беличьим мехом в виде железных шлемиков (железная руда), и железные крицы символизируют выдающуюся роль Устюжны, являвшейся с XVI века в течение нескольких столетий крупным центром металлообработки в России, а также центром оружейного дела, особенно по производству разного калибра пушечных ядер.